# Moskauer Brücke (Podgorica)
Die Moskauer Brücke (montenegrinisch Московски мост Moskovski most) ist eine Fußgängerbrücke in der montenegrinischen Hauptstadt Podgorica. Sie führt über den Fluss Morača und befindet sich direkt neben der bekannteren Millennium-Brücke.
Die Moskauer Brücke wurde vom russischen Unternehmen Energomash erbaut und vom ebenfalls russischen Giprostroymost Institute entworfen. Ihre Eröffnung fand am 19. Dezember 2008 statt. Da die Metallkonstruktionen der Brücke ein Geschenk der Stadt Moskau waren, bekam sie den Namen „Moskauer Brücke“.